# Morchella steppicola
Morchella steppicola, (Maria Iacovlevna Zerova, 1941) din familia Morchellaceae și genul Morchella este o ciupercă de tip Ascomycota,  fiind comestibilă și delicată. Buretele este denumit în popor zbârciog de stepă . El este un saprofit, crescând în grupuri mici sau solitar. El se găsește în România, Basarabia și Bucovina de Nord în mod predominant în zonele de stepă pe teren deschis, în cele cu plantații vinicole neglijate de ceva timp, prin tufișuri precum locuri ierboase, pe rumeguș, pe sol nisipos sau argilos, unde tinde să se dezvolte direct din el. De asemenea se ivește în găuri săpate de porci sau cârtițe precum în păduri de conifere sau la marginea acestora, arătând astfel de asemenea caracteristici de simbiont micoriza (formează micorize pe rădăcinile arborilor). Timpul apariției este din martie până la sfârșitul lui mai.

## Taxonomie
Morchella steppicola a fost identificată ca specie proprie și descrisă de micologa ucraineană Maria Iacovlevna Zerova, născută Dudnik, (1902-1994) în anul 1941, în volumul 2 al Journal Botanique de l’Académie de sciences de la RSS d’Ukraine.
Ciuperca a fost găsită, documentat în anul 1930, pentru prima oară de Dmitri Constantinovici Zerov, soțul acestei botaniste, în Ucraina. De atunci, buretele s-a răspândit peste țările române până în Ungaria și Serbia. În occident ciuperca nu este cunoscută. Din cauza morfologiei macroscopice precum filogeniei moleculare ale ei s-a dovedit independența speciei.

## Descriere

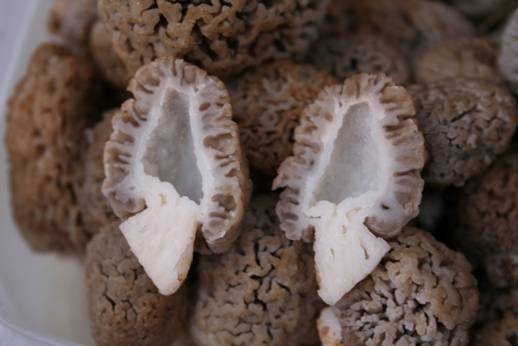
M. steppicola: secțiune longitudinală

- Corpul fructifer: are o înălțime de 3-6 cm și un diametru de 2,5-5,5 cm, este neregulat-sferic până oval, cu suprafața zbârcită și perforată, având numeroase cute întortocheate care îl fac să semene cu un creier, fiind labirintice, cu șanțuri înguste care au o lungime de 0,8-1,5 cm, și o lățime de 1,2-3,3 cm, himenul continuând nemărginit în aceste gropi. Marginea este aderentă la picior. Alveolele sunt neregulate și unghiulare. Interiorul ei este gol în totalitate. Culoarea tinde între gălbui și gri-maroniu. Cu cât înaintează în vârstă, cu atât culoarea devine mai ruginie.
- Piciorul: are o lungime de 3-6,5 cm și o grosime de 1,5-2,5 cm, este bont și solid, brăzdat în diferite feluri cu mulți negi mai ales în partea superioară spre pălărie. El tinde să fie mai mult decât îndesat, arătând în interior de până la patru cavități izolate reciproc. Acest fapt nu e specific zbârciogilor adevărați (cărora picior are un singur gol), ci este asemănător speciilor de Gyromitra, unde pot exista mai multe camere. Pălăria și piciorul comunică prin interior.
- Carnea: este gri-gălbuie, groasă, cărnoasă și sfărâmicioasă, fără miros specific dar cu gust slab și plăcut.
- Caracteristici microscopice: are spori elipsoidali, de culoare galben-brună și au o mărime de 17-20.7 (23) x 9.5-14 (16) microni.
- Reacții chimice: nu sunt cunoscute.[4][5][12]

Ciuperca este destul de rară. S-au găsit deja adesea oară exemplare cu o mărime până la 35 cm.

## Confuzii
Datorită locului ei specific de dezvoltare se poate confunda cam greu cu alte specii. Totuși, chiar pentru începători, s-ar putea întâmpla cu Morchella deliciosa, Morchella elatoides Jacquet, Morchella esculenta, Morchella pragensis, Morchella punctipes, Morchella rotunda, Morchella spongiola, Morchella vulgaris, Verpa bohemica sau cu otrăvitoarea Gyromitra esculenta (zbârciogul gras), respectiv Gyromitra gigas sau Gyromitra korfii, ambele limitat comestibilele, dar ușor de confundate cu zbârciogul gras.

## Ciuperci asemănătoare în imagini

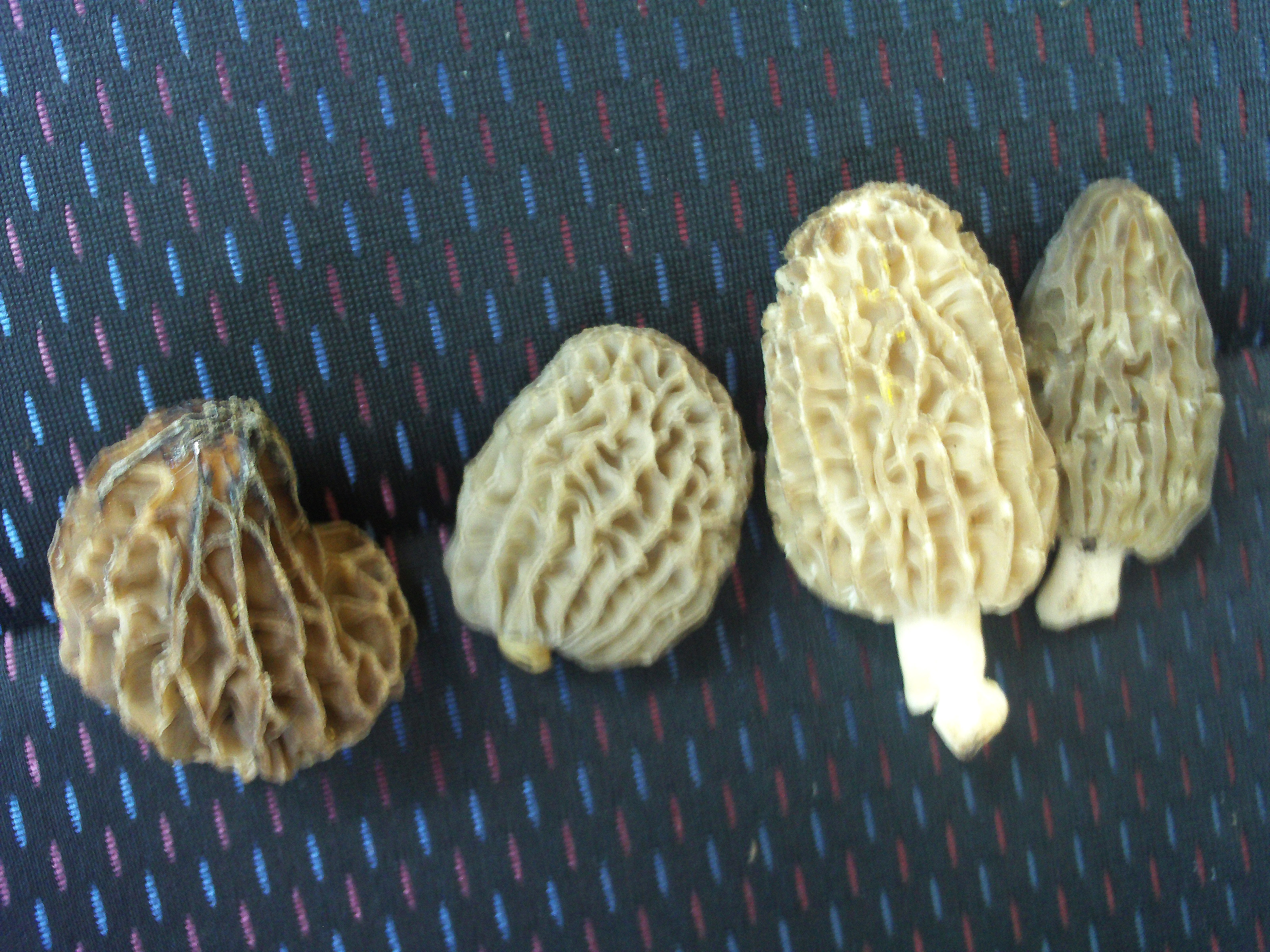
Morchella deliciosa
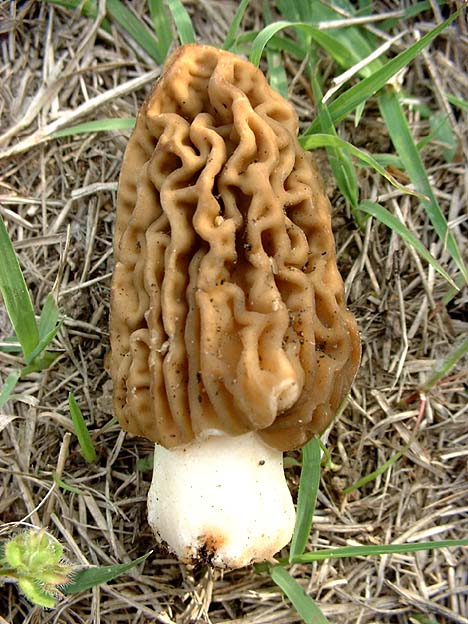
Morchella elatoides
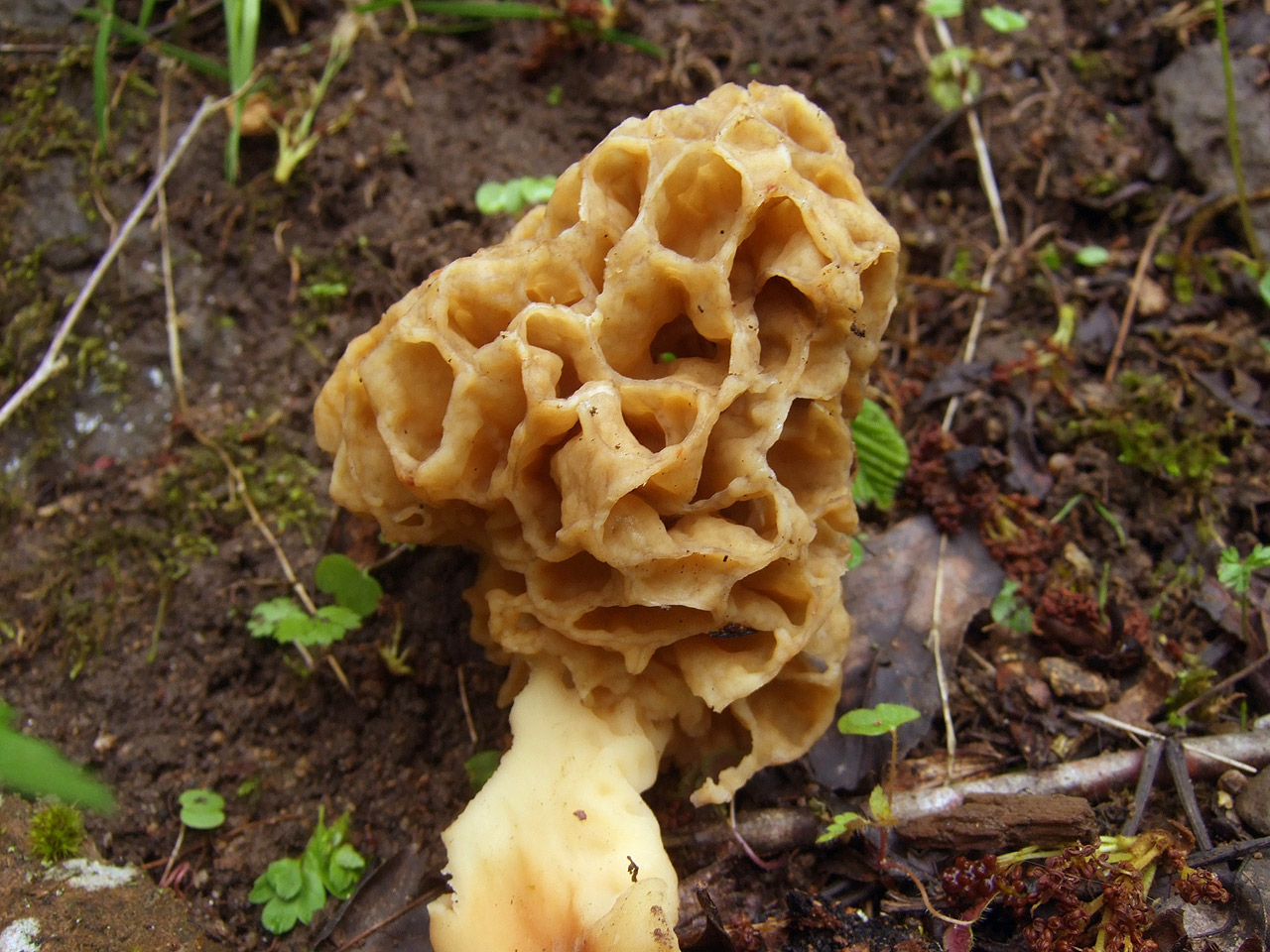
Morchella esculenta
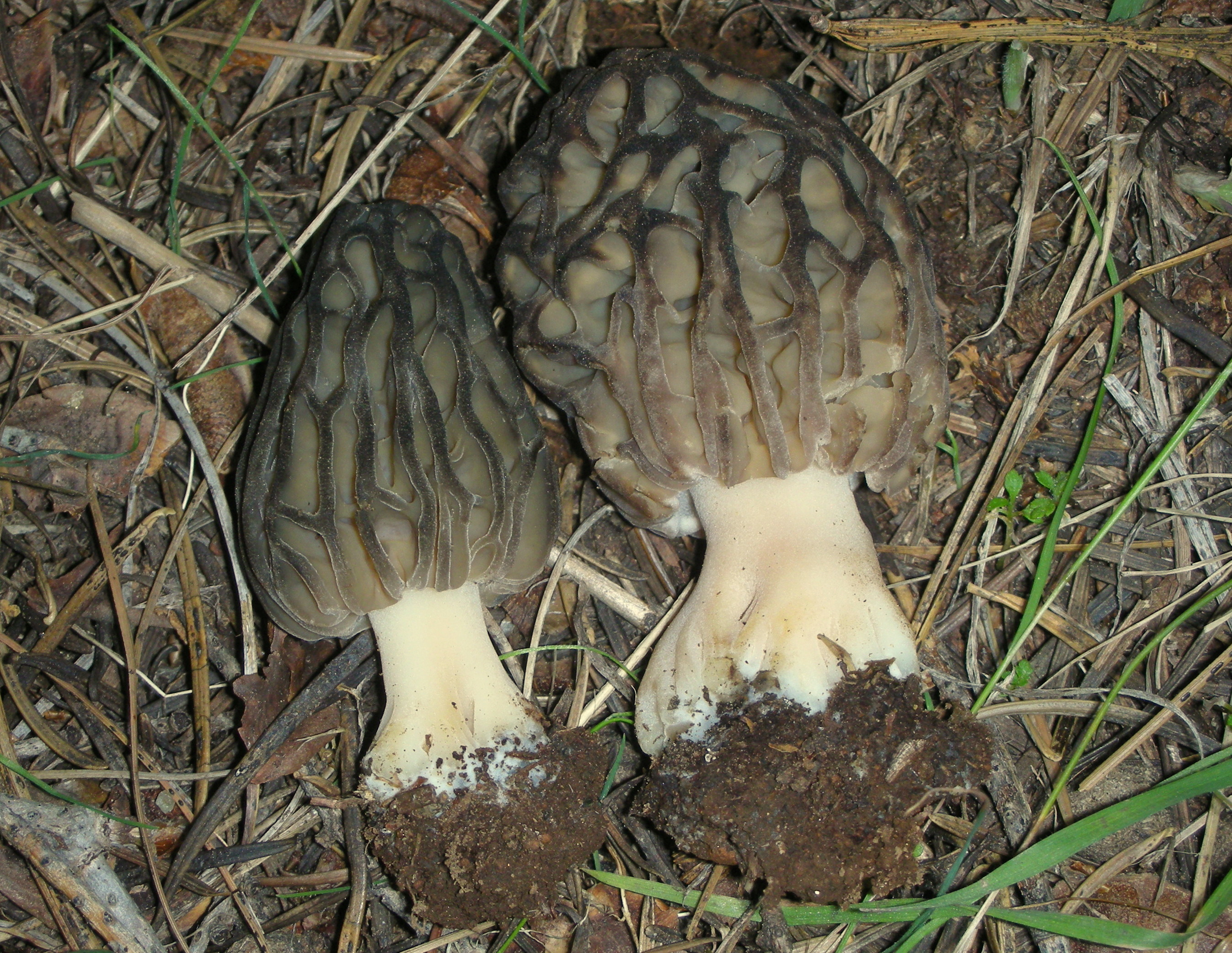
Morchella pragensis
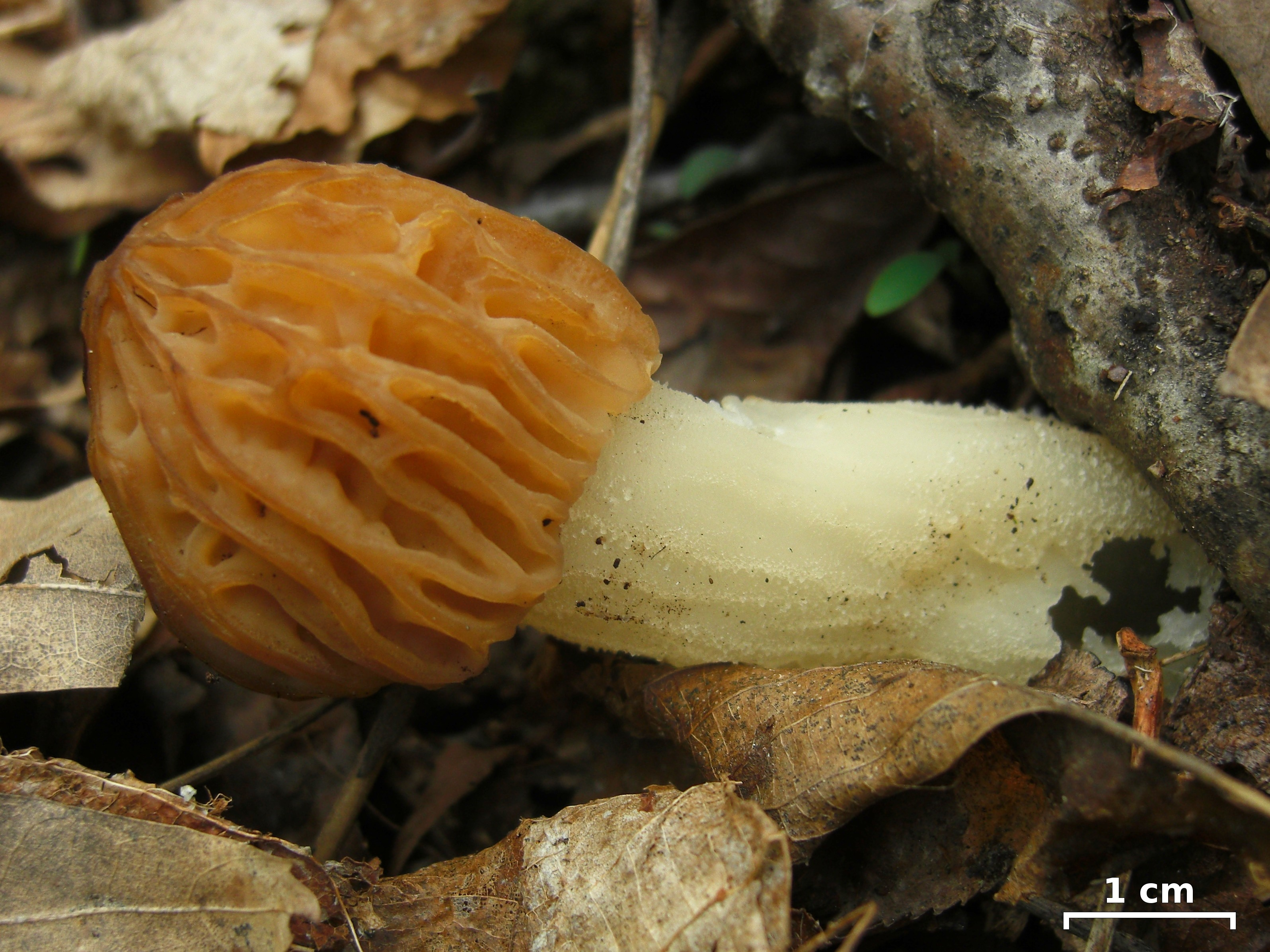
Morchella punctipes

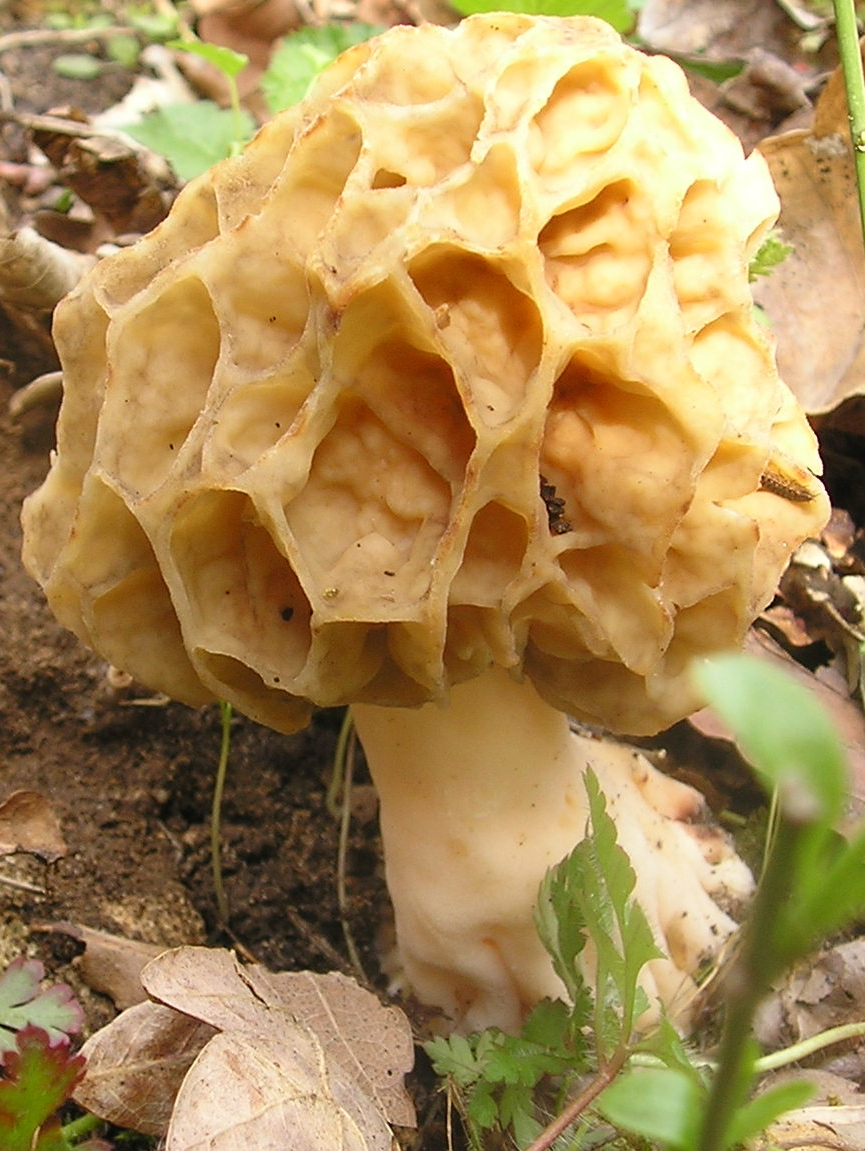
Morchella rotunda
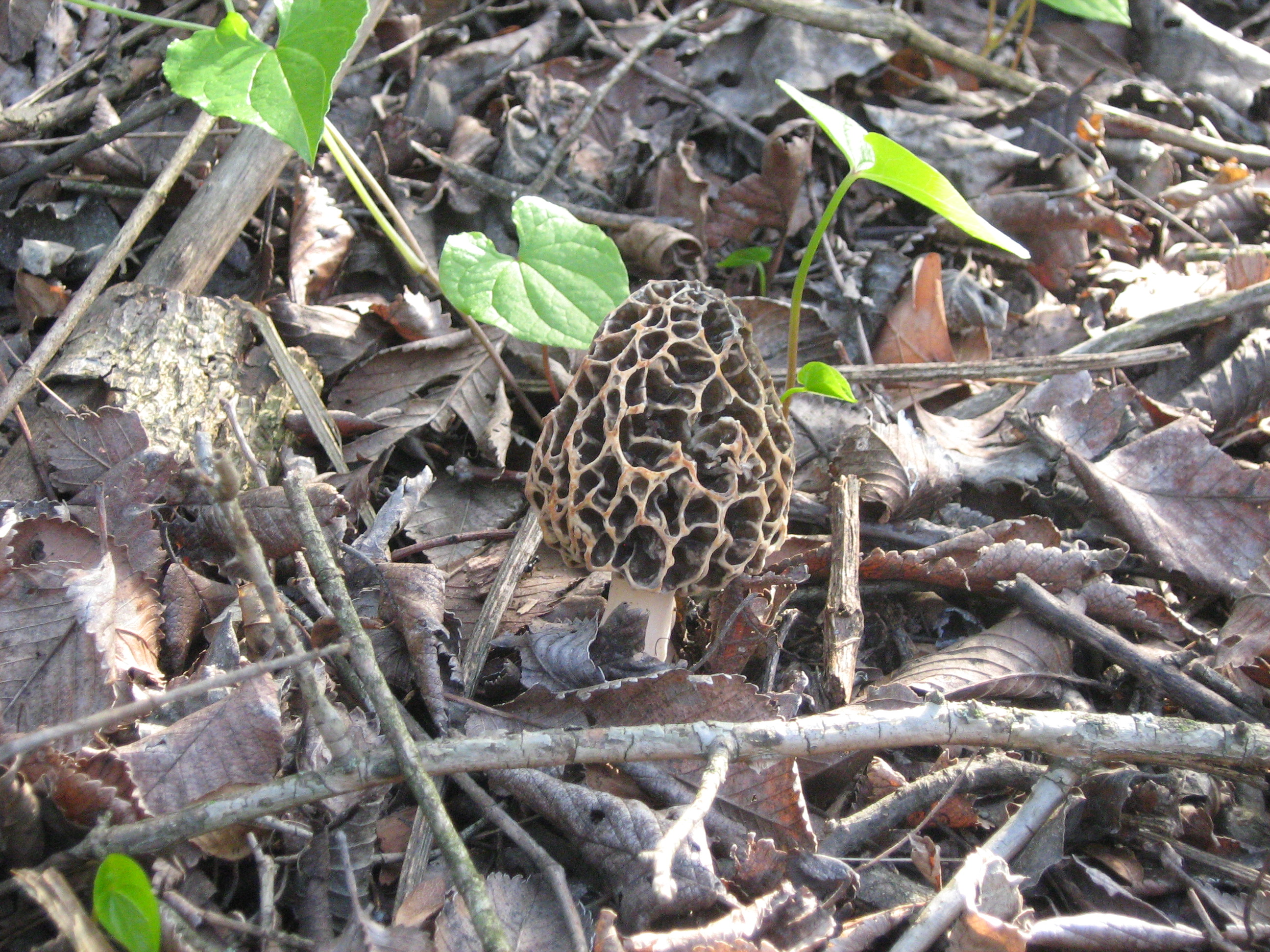
Morchella vulgaris
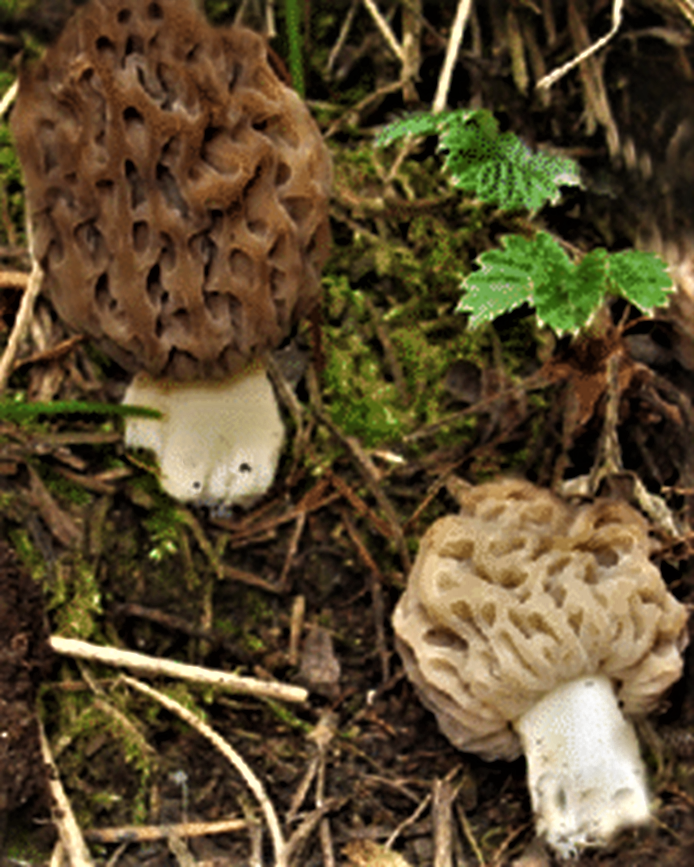
Morchella spongiola
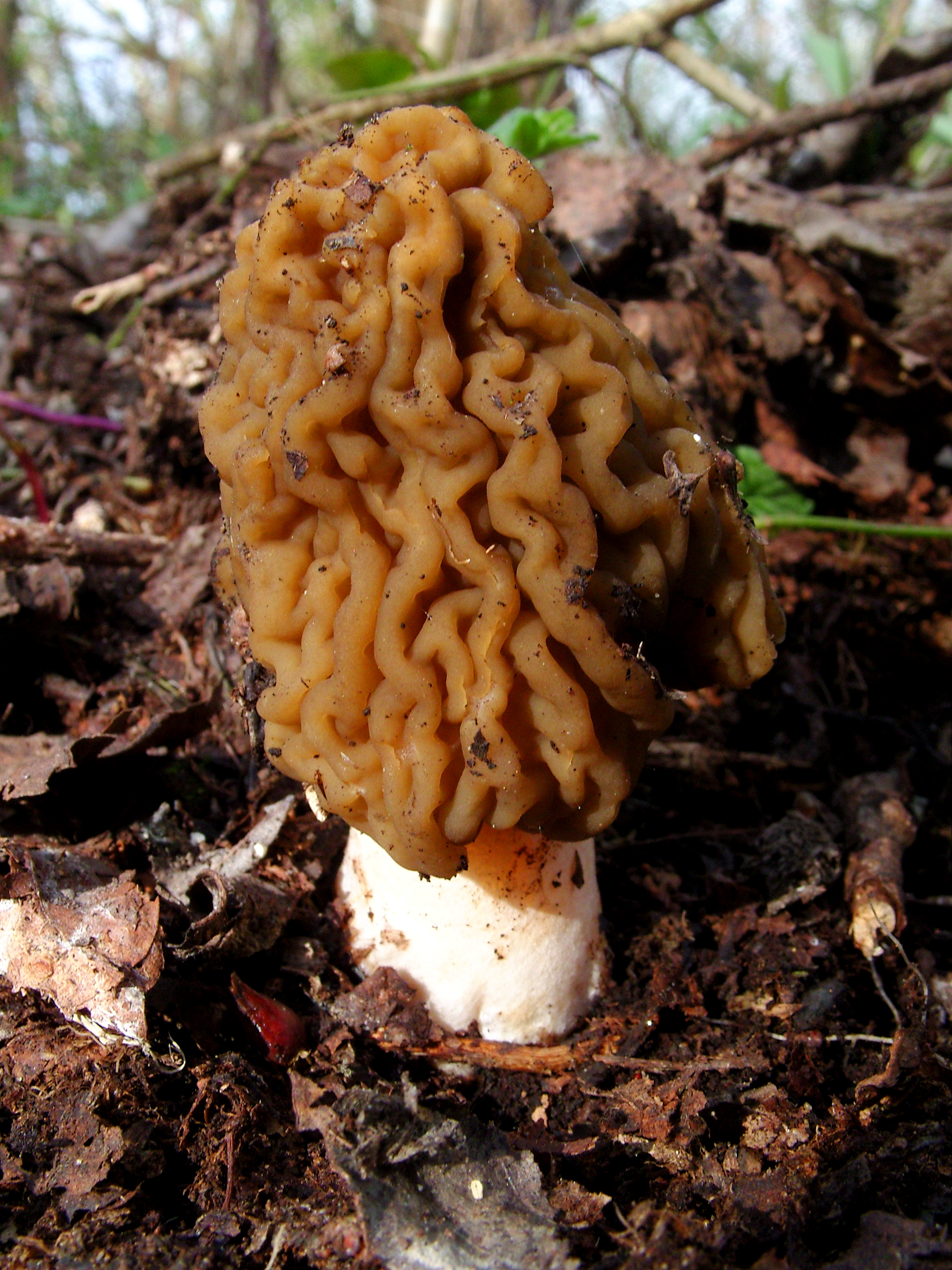
Verpa bohemica

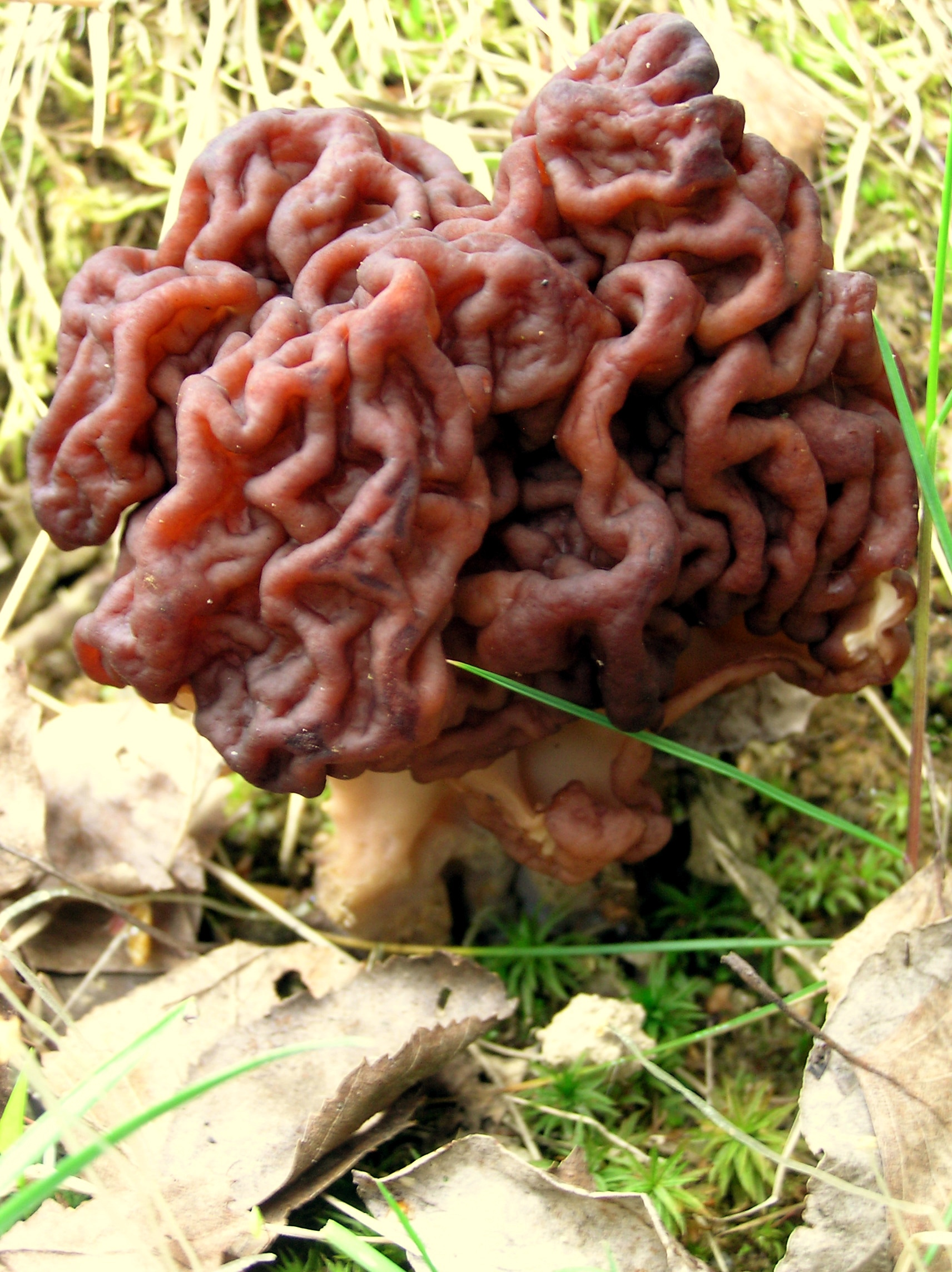
!!!Gyromitra esculenta!!!
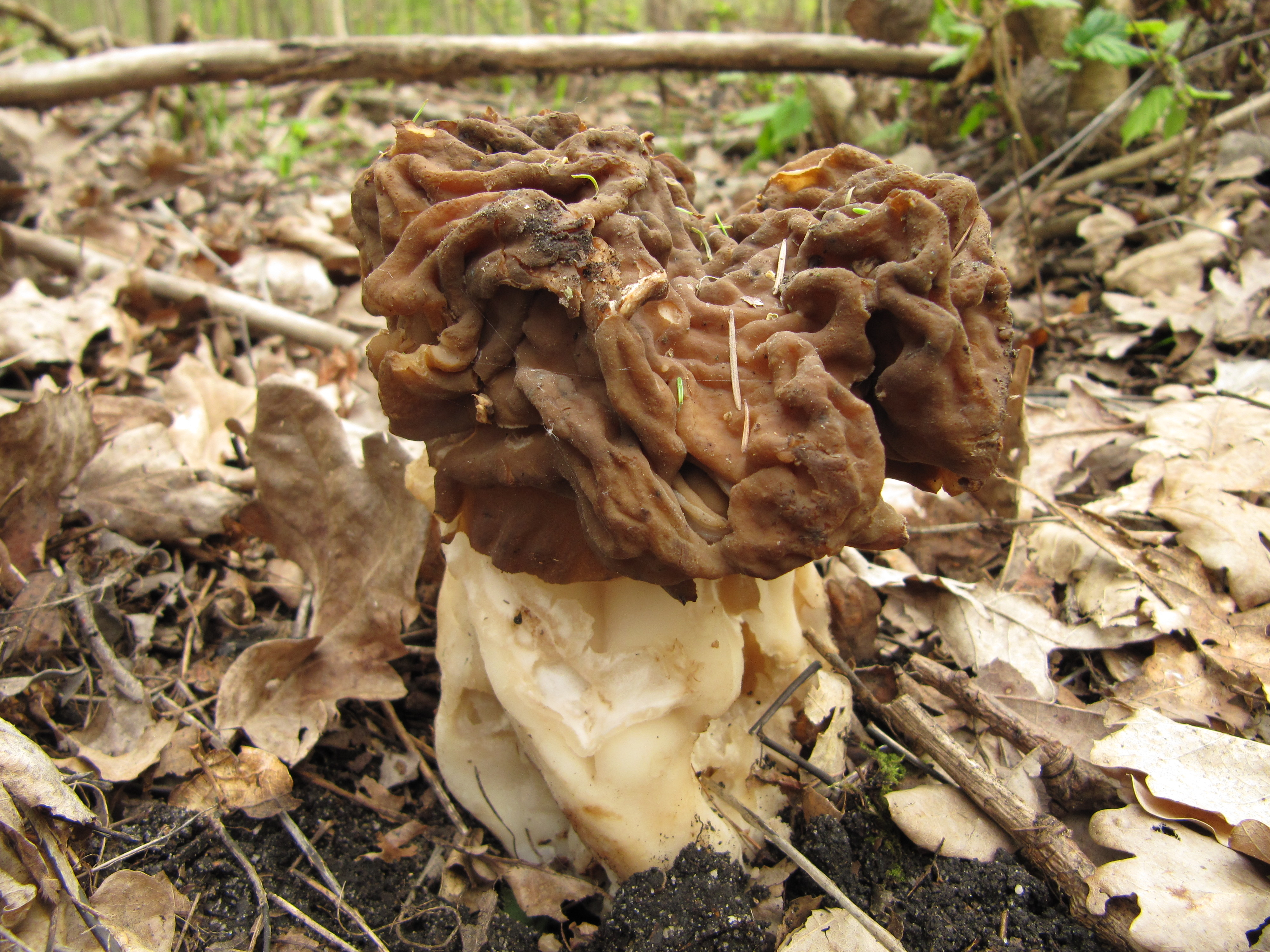
Gyromitra gigas
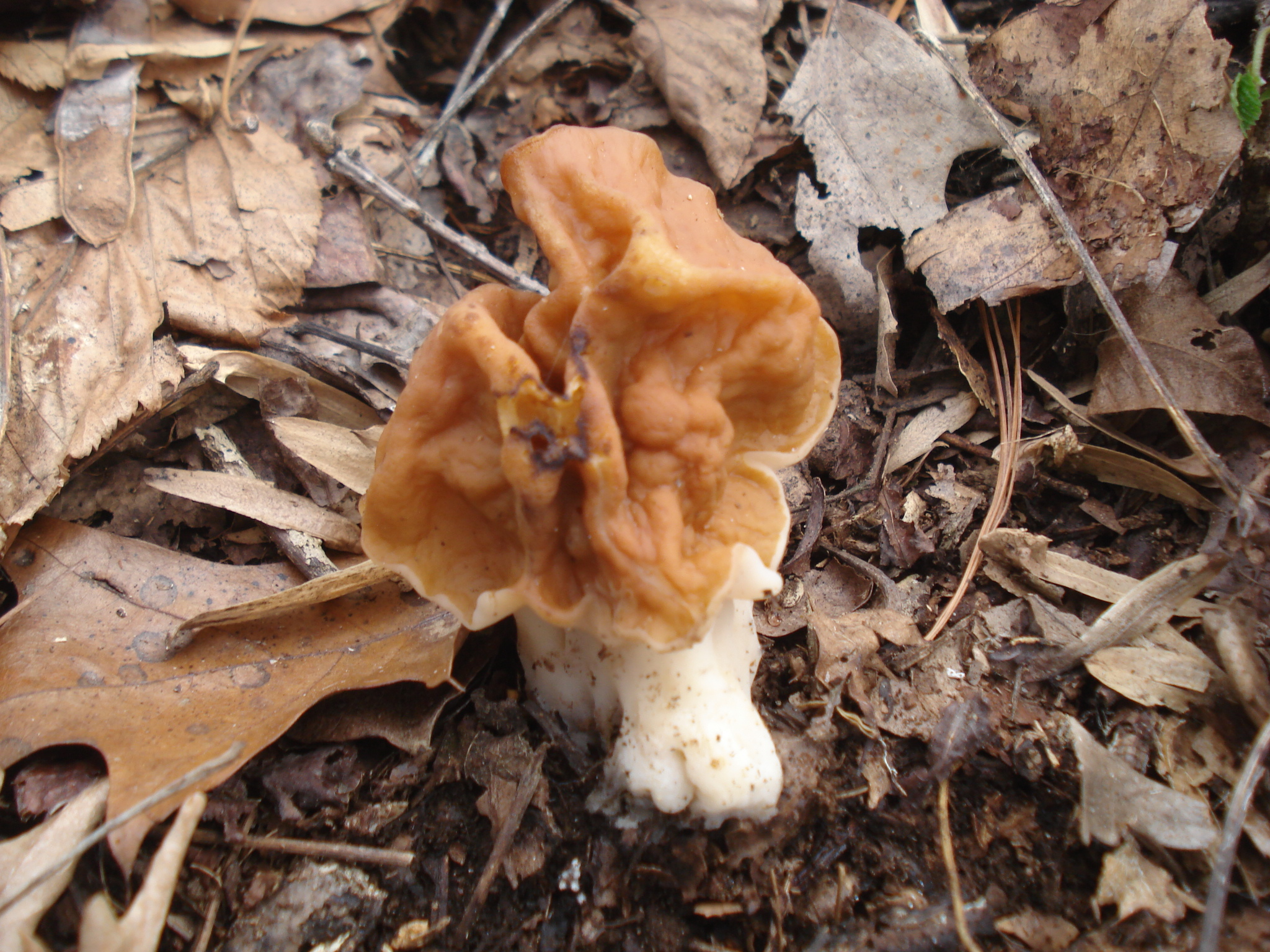
Gyromitra korfii
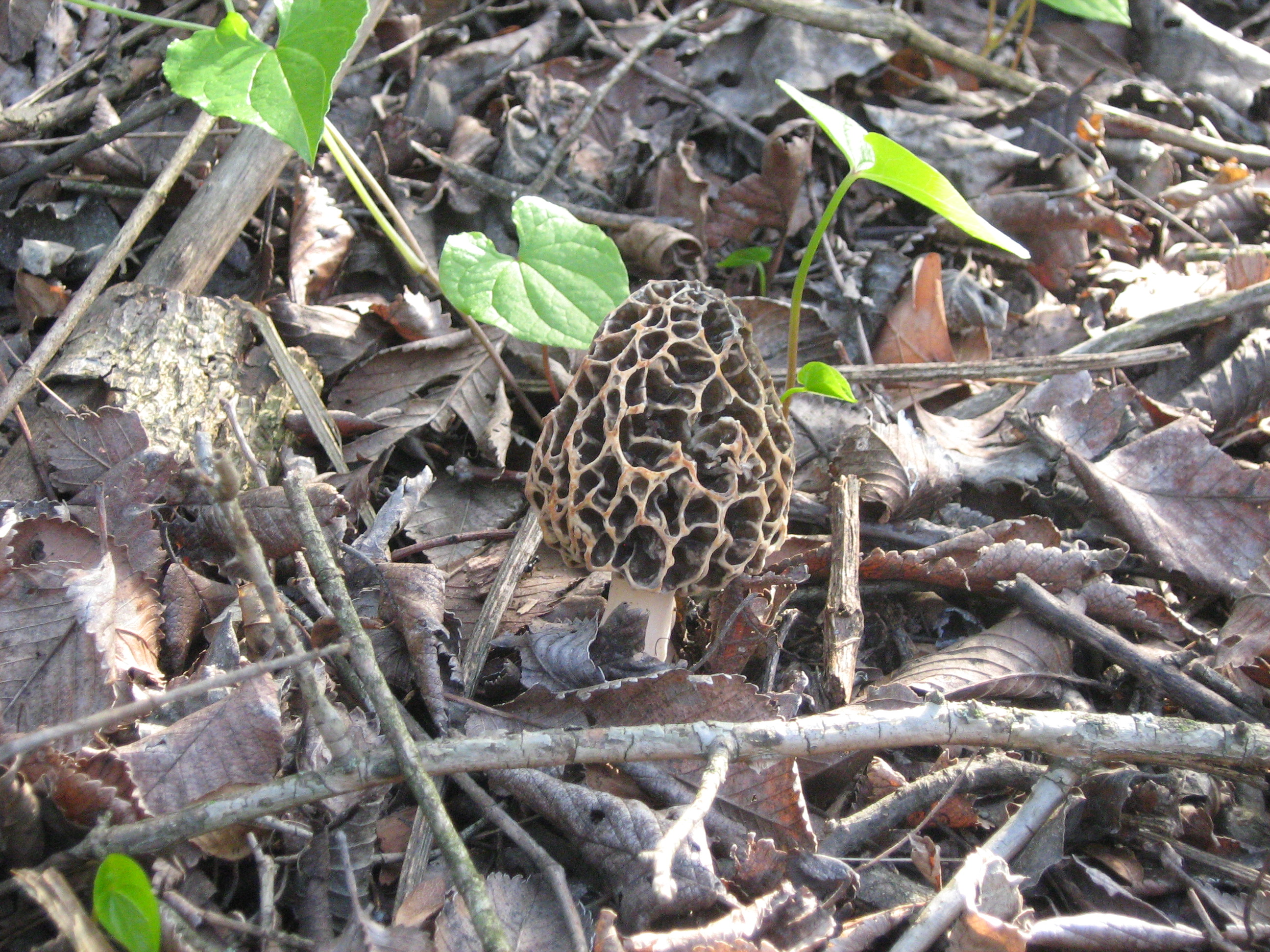
Morchella vulgaris

## Valorificare

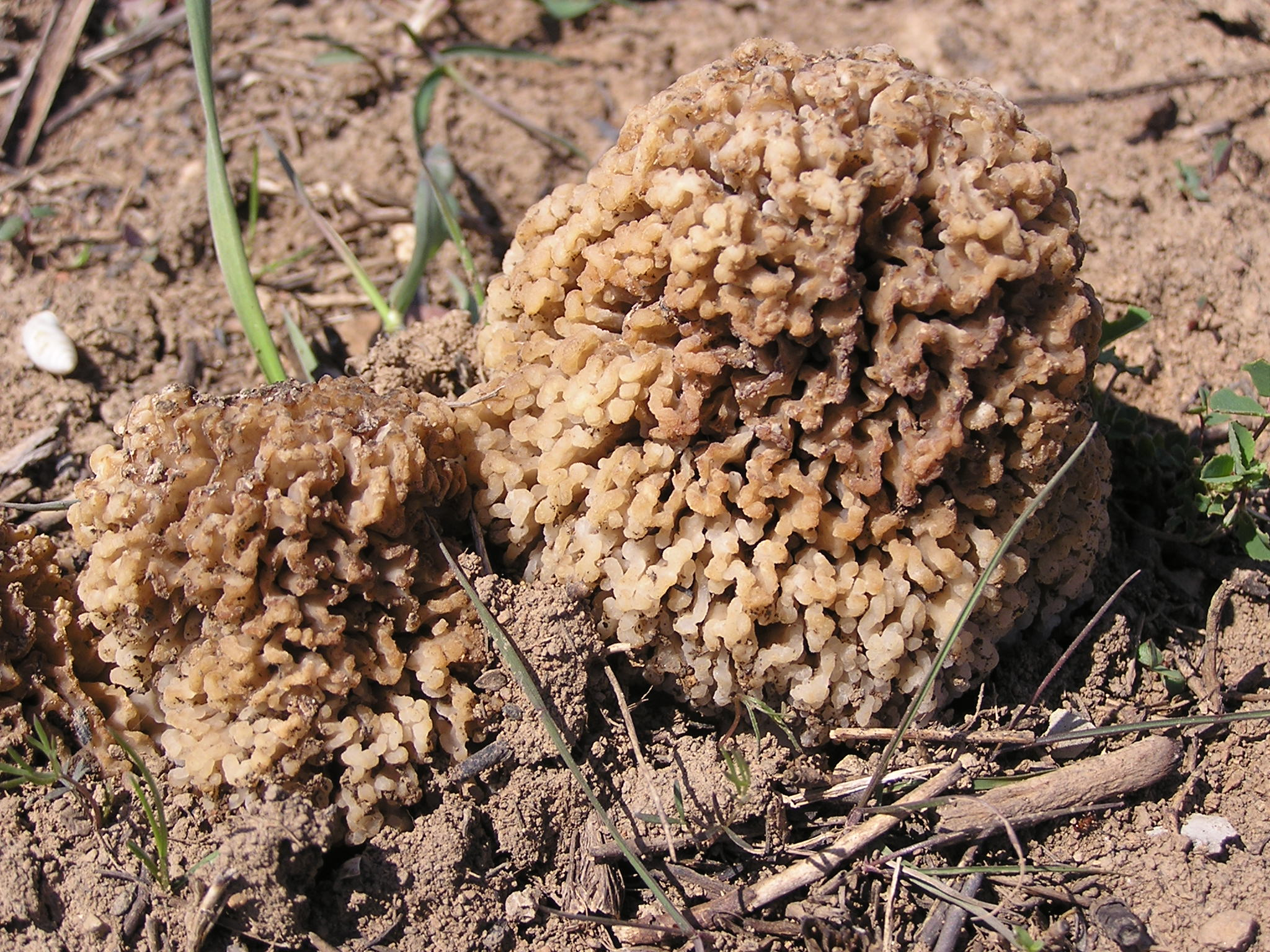
Morchella steppicola batrână

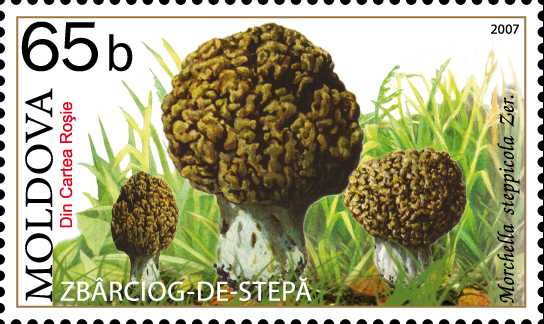
R. Moldova: zbârciog de stepă

Mai întâi trebuie menționat, că zbârciogul de stepă nu poate fi ingerat crud pentru că conține puțină hidrazină care se dizolvă în timpul fierberii. De asemenea, consumat în porții mari, poate crea reacții neplăcute la persoane sensibile, pentru că buretele este cam greu de digerat. Dealtfel, buretele poate fi preparat sau uscat ca zbârciogul galben.

## Bibiliografie
- Bruno Cetto: „I funghi dal vero”, vol. 5, Editura Arte Grafiche Saturnia, Trento 1986, nr. 2085, ISBN 88-85013-37-6
- J. Häffner: “Die Gatung Morchella, Auswertung unterschiedlicher Artkonzeptionen în : „RheinlandPfälzisches Pilzjournal“, Mainz 1994
- G. Piacioni: „The Macdonald eccyclopedia of mushroomsand toadstools”, Editura Macdonald and Co, Londra 1985
- Meinhard Michael Moser: „Kleine Kryptogamenflora der Pilze - Partea a.: „Höhere Phycomyceten und Ascomyceten”, Editura G. Fischer, Jena 1950